# ℃-uteのイベント・コンサート一覧
℃-uteのイベント・コンサート一覧（キュートのイベント・コンサートいちらん）は、℃-uteのコンサート・イベントに関する一覧記事である。

## コンサート

### 単独ライブ・コンサート
- ℃-uteデビュー単独コンサート2007春 〜始まったよ!キューティーショー〜（2007年2月24日・25日、1都市4公演）
- ℃-uteコンサートツアー 2007春 〜ゴールデン初デート〜（2007年4月21日 - 5月5日、3都市6公演）
- ℃-uteライブツアー 2007秋 〜放課後のエッセンス〜（2007年9月9日 - 10月28日、7都市11公演）
- ℃-uteコンサートツアー 2008夏 〜忘れたくない夏〜（2008年8月16日 - 10月4日、8都市19公演）
- ℃-uteコンサートツアー 2009春 〜AB℃〜（2009年4月11日 - 5月16日、6都市17公演）
- ℃-uteコンサートツアー 2009夏秋 〜キューティーJUMP!〜（2009年8月15日 - 10月25日、9都市27公演）
- ℃-uteコンサートツアー 2010春 〜ショッキングLIVE〜（2010年3月13日 - 5月15日、8都市21公演）
- ℃-uteコンサートツアー 2010夏秋 〜ダンススペシャル!!「超占イト!!」〜（2010年8月28日 - 10月3日、7都市19公演）
- ℃-uteコンサートツアー2011春『超!超ワンダフルツアー』（2011年4月30日 - 7月2日、9都市21公演）[1]
- LIVE IN LANDMARK X'mas Night Fm yokohama×音霊番外編～℃-ute☆Cutie☆LIVE～（2011年12月22日、横浜ランドマークホール）[2]
- ℃-uteコンサートツアー2012春夏 〜美しくってごめんね〜（2012年4月14日 - 6月30日、7都市21公演）[3]
- ℃-ute Cutie LIVE 2012 summer IN 音霊 〜夏Liveでドッカーン!〜（2012年8月9日、OTODAMA SEA STUDIO）
- ℃-uteコンサートツアー2012-2013冬 〜神聖なるペンタグラム〜（2012年11月24日 - 2013年2月2日、4都市12公演）[4]
- ℃-uteコンサートツアー 2013春 〜トレジャーボックス〜（2013年4月20日 - 6月29日、9都市21公演）[5]
- ℃-ute Cutie LIVE 2013 summer 〜Queen Of OTODAMA〜（2013年8月1日、OTODAMA SEA STUDIO）[6]
- ℃-ute武道館コンサート 2013『Queen of J-POP〜たどり着いた女戦士〜』（2013年9月9日 - 10日、1都市2公演）[7]
- ℃-uteコンサートツアー 2013秋『Queen of J-POP〜たどり着いた女戦士〜』（2013年9月15日 - 11月4日、7都市18公演）[8]
- ナルチカ2014 ℃-ute（2014年3月1日 - 11月30日、21都市38公演）[9][10][11]
- ℃-uteコンサートツアー2014春～℃-uteの本音～（2014年4月5日 - 6月29日、7都市25公演）[12]
- ℃-ute Cutie LIVE 2014 summer 〜音霊モンスター〜（2014年8月6日、OTODAMA SEA STUDIO）[13]
- ℃-uteコンサートツアー2014秋～モンスター～（2014年9月21日 - 12月13日、5都市11公演）[14]
- ナルチカ 2015 ℃-ute（2015年2月13日 - 5月29日、20都市27公演）[15]
- 9→10（キュート）周年記念℃-uteコンサートツアー2015春～The Future Departure～（2015年3月21日 - 6月11日、7都市15公演）[16]
- ℃-ute Cutie LIVE 2015 summer 〜我武者LIVE in 音霊〜（2015年8月4日、OTODAMA SEA STUDIO）[17]
- ℃-uteコンサートツアー2015秋 〜℃an't STOP!!〜（2015年10月17日 - 11月28日、6都市19公演）[18]
- ナルチカ 2015冬 ℃-ute（2015年11月4日 - 12月11日、8都市8公演）[19]
- ℃-uteコンサートツアー2016春 〜℃ONCERTO〜（2016年4月2日 - 6月20日、9都市27公演）[20]
- 音霊 OTODAMA SEA STUDIO 2016「℃-ute Cutie LIVE 2016 summer～Summer Wind in 音霊～」（2016年8月3日、OTODAMA SEA STUDIO）[21]
- ℃-uteコンサートツアー2016秋 〜℃OMPASS〜（2016年10月8日 - 11月26日、3都市11公演）[22]
- ℃-ute新春コンサート2017 〜℃OMPASS〜（2017年1月5日 - 1月9日、2都市4公演）[23]
- ナルチカ2017℃-ute（2017年1月22日 - 6月3日、18都市28公演）[24]
- ℃-uteコンサートツアー2017春〜℃elebration〜（2017年4月1日 - 6月4日、11都市25公演）[25]
- ℃-ute ラストコンサート in さいたまスーパーアリーナ 〜Thank you team℃-ute〜（2017年6月12日、さいたまスーパーアリーナ）[26]

### 海外公演
- ℃-ute Cutie Circuit 〜Voyage à Paris〜（2013年7月5日、ラ・シガール)[27]
- ℃-ute Cutie Circuit 〜First Trip to Taipei〜（2014年5月24日、Legacy Taipei）[28]
- Japan Expo 15th Anniversary: Berryz Kobo×℃-ute in Hello!Project Festival（2014年7月2日、ノール・ヴィルパント展示会会場）[29]
- ℃-ute Cutie Circuit 〜!Vamos a Mexico!〜（2015年9月19日、SALA）[30]
- ℃-ute Cutie Circuit 〜Let's go to Hong Kong & Taipei!〜（2016年5月21日 - 22日、Music Zone @ Emax・Neo Studio）[31]
- ℃-ute Cutie Circuit 2017〜iDe vuelta a Mexico!〜（2017年4月13日、SALA）[32]
- ℃-ute Cutie Circuit 2017 〜De retour a Paris〜（2017年4月16日、ラ・シガール）[32]

### 合同ライブ・コンサート
- 地球温暖化防止キャンペーン「熱っちい地球を冷ますんだっ。」安倍なつみ歌とトークのふれあいコンサート（2005年6月11日 - 8月14日、7都市14公演）
保田圭とともにゲスト出演。前座としてBerryz工房の「ピリリと行こう!」を披露、ほか数曲に参加。木更津市民会館での第1回公演は、℃-uteとして初の活動。
- Berryz工房&℃-ute 仲良しバトルコンサートツアー2008春 〜Berryz仮面 vs キューティーレンジャー〜（2008年4月20日 - 5月4日、3都市10公演）
- シャ乱Q結成20周年記念プロジェクト「感謝!ハタチのシャ乱Q みんなでお祝いだ! 日本武道館フェスティバル〜長いよ〜」（2008年12月6日、日本武道館）
- ℃-ute&スマイレージ プレミアムライブ2011春〜℃&Sコラボレーション大作戦〜（2011年4月16日 - 6月25日、3都市11公演）[33]
- Berryz工房&℃-ute コラボコンサートツアー2011秋 〜ベリキューアイランド〜（2011年10月22日 - 12月25日、7都市20公演）[34]
- Berryz工房×℃-ute 超HAPPYコラボ2012～スッペシャルでバコーン！～（2012年11月1日 - 21日、2都市4公演）[35]
- ナルチカ2013秋 ℃-ute × スマイレージ（10月5日 - 12月8日、8都市14公演）[36]
- ℃-ute（910）の日スペシャルコンサート2014 Thank you ベリキュー！in 日本武道館［前編］（2014年9月10日、日本武道館）[37]
- Berryz工房デビュー10周年記念スッペシャルコンサート2014 Thank you ベリキュー！in 日本武道館［後編］（2014年9月11日、日本武道館）[37]
- Buono! Festa 2016（2016年8月25日、日本武道館）[38]
- Buono! ライブ 2017 〜Pienezza!〜（2017年5月22日、横浜アリーナ）[39]

### ハロー!プロジェクト コンサート
- ハロー!プロジェクトの作品・出演一覧#Hello! Project コンサートを参照。℃-uteはこのうち2005年7月に行われた「Hello! Project 2005 夏の歌謡ショー 〜'05 セレクション! コレクション!〜」から、2016年7月 - 9月に行われた「Hello! Project 2016 SUMMER 〜Sunshine Parade〜 & 〜Rainbow Carnival〜」までのコンサートに参加している。
- ハロー!プロジェクトの作品・出演一覧#メンバーの合同コンサート（特別公演）を参照。℃-uteはこのうち2013年3月に行われた「Hello! Project 春の大感謝 ひな祭りフェスティバル2013」から、2017年3月に行われた「Hello! Project ひなフェス 2017」までのコンサートに参加している。

### ライブイベント・音楽フェス

#### 2011年
- お台場合衆国2011 魁！音楽番付LIVE（7月23日、フジテレビ お台場合衆国 みちのく合衆国ステージ）[40]

#### 2012年
- ニコニコ超会議 スペシャルステージ Hello!Project超会議スペシャルLIVE（4月28日、幕張メッセ 展示ホール GREEN Stage）[41]
- ニコニコ超パーティーFirstNight ～1×0～（4月28日、幕張メッセ イベントホール）[42]
- TOWER RECORDS Presents POP'n アイドル02（6月23日、Zepp Tokyo）[43]
- スクランブる！？-The Live Show-（7月16日、品川ステラホール）[44]
- 魁！音楽番付EIGHT スペシャルライブ ハロプロpresents 「ベリキュースマフェスティバル」（8月20日、お台場合衆国サンサンアイランド）
- FES IWAO 2012 SUMMER（8月31日、SHIBUYA-AX）

#### 2013年
- ニコニコ超会議2（4月27日、幕張メッセ）[45]
- お台場合衆国 めざましライブ2013（8月9日、お台場）[46]
- rockin'on presents COUNTDOWN JAPAN 13/14（12月30日、幕張メッセ国際展示場）[47]

#### 2014年
- 超音楽祭2014＠ニコニコ超会議３（4月26日、幕張メッセ）[48]
- お台場新大陸2014めざましライブ ℃-ute＆赤い公園 （8月7日、お台場新大陸2014）[49]
- テレビ朝日 六本木ヒルズ 夏祭り SUMMER STATION 音楽ライブ（8月15日、コカ・コーラ SUMMER STATION LIVE アリーナ）
- リンクステーション ポみっと！PRESENTS AOMORI SHOCK ON 2014（9月27日、青森港新中央埠頭 野外特設ステージ）
- rockin'on presents COUNTDOWN JAPAN 14/15（12月29日、幕張メッセ国際展示場）[50]

#### 2015年
- forTUNE fes vol.0（4月2日、Zepp DiverCity)
- ニコニコ超会議 ニコニコ超音楽祭2015（4月25日、幕張メッセ）[51]
- アフロの変フェス（7月20日、お台場夢大陸 SUMMER GATE スタジアム）[52]
- rockin'on presents ROCK IN JAPAN FES.2015（8月2日、国営ひたち海浜公園 PARK STAGE）[53]
- Northern Music Circuit 2015（9月23日、南浜船だまり Dream Stage マリーナステージ）

#### 2016年
- 震災復興支援イベント TBC夏まつり2016　絆みやぎ～GO FORWARD～（7月31日、勾当台公園）
- rockin'on presents ROCK IN JAPAN FES.2016（8月14日、国営ひたち海浜公園 PARK STAGE）[54]
- No Maps presents 『 IDOL DIVERSITY 』（10月16日、Zepp Sapporo）
- 日テレ HALLOWEEN LIVE 2016（10月28日、国立代々木競技場第一体育館）[55]
- rockin'on presents COUNTDOWN JAPAN 16/17（12月28日、幕張メッセ国際展示場）[56]

### 学園祭
- ℃-ute都市大LIVE!!2012（2012年6月3日・東京都市大学横浜キャンパス）
- 第51回岸辺祭 ℃-ute OGU LIVE（2012年10月20日・大阪学院大学）
- 第21回東洋学園大学学園祭 鰭鰭祭「℃-ute TOGAKUライブ2013」（2013年10月13日、東洋学園大学 流山キャンパス）
- 2013年度学園祭ライブ「DIVE the LIVE ℃-ute in 関西大学」（2013年11月3日、関西大学 千里山キャンパス）
- 日本大学文理学部桜麗祭「SAKURA SONIC 2015 ～ハロー！Bunriでバコーン！～」（2015年11月1日、日本大学）
- 日本大商学部学園祭 砧祭「3 2 1 KINUTA de STEP！」（2016年10月29日、日本大学商学部 砧キャンパス）

### オープニングアクト出演
- ハロ☆プロパーティー!2005 〜松浦亜弥キャプテン公演NEO〜（2005年9月10日・春日部市民文化会館、2005年12月4日・パシフィコ横浜国立大ホール 萩原は欠席）
- モーニング娘。コンサートツアー2005秋 バリバリ教室 〜小春ちゃんいらっしゃい!〜（2005年9月25日・日本武道館）
- 安倍なつみコンサートツアー2005秋 〜24カラット〜（2005年10月23日・大宮ソニックシティ、2005年11月6日・東京厚生年金会館）
- 後藤真希コンサートツアー2005秋 〜はたち〜（2005年10月22日・大宮ソニックシティ、2005年10月30日・東京厚生年金会館、2005年11月20日・川口リリア）
- 美勇伝コンサートツアー2005秋 〜美勇伝説II〜クレナイの季節〜（2005年11月12日、13日・品川ステラボール 萩原は欠席）
- モーニング娘。コンサートツアー2006春 〜レインボー7〜（2006年5月6日 - 7日・さいたまスーパーアリーナ）

## イベント

### Cutie Circuit
2006年以降、さまざまな形態のイベントが「Cutie Circuit」のイベント名で開かれている。

#### Cutie Circuit 2006 Round 1.
2006年5月14日 - 9月10日、「Cutie Circuit 2006 ミニライブ&握手会」と題して、（インディーズ）CD即売・ミニライブ・握手会を行うイベントを各地で開催した。「Cutie Circuit 2006 Round II」と区別するため、現在は「Cutie Circuit 2006 Round 1.」と呼ばれる。
- 第1弾「まっさらブルージーンズ」
  - 5月14日 ： 横浜・クイーンズサークル
  - 5月21日 ： 小田原・ダイナシティ（梅田は欠席）
- 第2弾「即 抱きしめて」
  - 6月3日 ： 船橋・TOKYO-BAYららぽーと（中島は欠席）
  - 6月10日 ： イオン水戸内原ショッピングセンター
  - （6月11日 ： 平塚OSC湘南シティ ： 事前の公式発表無しにサプライズ開催された、番外的なイベント）
- 第3弾「大きな愛でもてなして」
  - 7月15日 ： 大阪・千里セルシー
同時にABCラジオ「ハロプロやねん!」の公開録音も行われた。
- 第4弾「わっきゃない(Z)」
  - 7月30日 ： 札幌・サッポロファクトリーアトリウム（萩原は欠席）
  - 8月10日 ： キャナルシティ博多
  - 8月11日 ： リバーウォーク北九州
  - 8月17日 ： 舞浜・IKSPIARI（ミニライブは雨天のため中止、握手会のみ）
  - 8月25日 ： 須磨パティオ
ABCラジオ「ハロプロやねん!」の公開録音とハロプロ関西レッスン生によるオープニングアクトも行われた、有原は欠席
  - 8月26日 ： イオン千種ショッピングセンター
- Cutie Circuit 2006 Final in YOMIURILAND EAST LIVE 〜9月10日は℃-uteの日〜
  - 9月10日 ： よみうりランドEAST

「9月10日は℃-uteの日」と銘打った初のイベント。DVD『ミュージックV特集〜キューティービジュアル〜』封入の参加券で参加することができた。以後の℃-uteの日については当該項目を参照。

#### CD購入者を対象とした抽選イベント
メジャーデビュー後、CD初回生産限定盤・通常盤初回プレス分購入者を対象とした抽選招待イベントが開かれている。
- 2006年11月3日、5日 ： ℃-uteデビューアルバム発売記念イベント「Cutie Circuit 2006 ROUND II」
  - 11月3日 ： 品川ステラボール
  - 11月5日 ： Zepp Osaka
- 2007年3月10日 - 24日 ： ℃-uteデビューシングル発売記念イベント「Cutie Circuit 2007 〜桜チラリ〜」
  - 3月10日 ： 日本青年館
  - 3月11日 ： Zepp Fukuoka
  - 3月18日 ： Zepp Osaka
  - 3月21日 ： Zepp Nagoya
  - 3月24日 ： 札幌・道新ホール
- 2007年7月31日 - 8月21日 ： ℃-ute NEWシングル「めぐる恋の季節」発売記念イベント「Cutie Circuit 2007 〜MAGICAL CUTIE TOUR〜」
  - 7月31日 ： 横浜BLITZ
  - 8月5日 ： 札幌・STVホール
  - 8月9日 ： 名古屋・クラブダイアモンドホール
  - 8月13日 ： 福岡国際会議場メインホール
  - 8月18日 ： 高松・DIME
  - 8月19日 ： 広島・クラブクアトロ ※2回
  - 8月21日 ： 大阪・なんばHatch
- 2007年11月18日 - 12月2日 ： ℃-ute NEWシングル「都会っ子 純情」発売記念イベント「Cutie Circuit 2007 〜都会っ子 純情〜」
  - 11月18日 ： 大阪・御堂会館
  - 11月23日 ： 名古屋・東別院ホール
  - 11月24日 ： 横浜BLITZ
  - 12月1日 ： 札幌・ペニーレーン24
  - 12月2日 ： 福岡・西鉄ホール
- 2007年11月17日・25日 ： ℃-ute NEWシングル「都会っ子 純情」発売記念イベント「Cutie Circuit 2007 〜都会っ子 ど純情〜」
同日同会場でBuono! デビューシングル「ホントのじぶん」 発売記念イベントも開催された。
  - 11月17日 ： 東京厚生年金会館
  - 11月25日 ： 大阪・エル・シアター
- 2008年3月22日・23日 ： ℃-ute NEWシングル 「LALALA 幸せの歌」 発売記念イベント
同日同会場でBuono! NEWアルバム「Cafe Buono!」 発売記念イベントも開催された。
  - 3月22日 ： 大阪・御堂会館
  - 3月23日 ： 東京厚生年金会館
- 2008年4月5日 ： ℃-ute NEWアルバム「3rd 〜LOVE エスカレーション!」発売記念イベント「℃-ute Cutie Circuit 2008 〜LOVE エスカレーション!〜」
  - よみうりランドオープンシアターEAST
当イベントは抽選制ではなく、CD封入の参加券持参で参加できた。
- 2008年5月18日・25日 ： ℃-ute NEWシングル 「涙の色」発売記念イベント「℃-ute Cutie Circuit 2008 〜涙の色〜」
  - 5月18日 ： 愛知港湾会館
  - 5月25日 ： 品川ステラボール
- 2008年8月23日・9月7日 ： ℃-ute NEWシングル 「江戸の手毬唄II」発売記念イベント「℃-ute Cutie Circuit 2008 〜江戸の手毬唄II〜」
  - 8月23日 ： 大阪・なんばHatch
  - 9月7日 ： ディファ有明
- 2008年12月7日・13日 ： ℃-ute NEWシングル「FOREVER LOVE」発売記念イベント「℃-ute Cutie Circuit 2008 〜FOREVER LOVE〜」
  - 12月7日 ： 品川ステラボール
  - 12月13日 ： 愛知県勤労会館
- 2009年4月25日・5月2日 ： ℃-ute NEWシングル「Bye Bye Bye!」発売記念イベント「℃-ute Cutie Circuit 2009 〜Bye Bye Bye!〜」
  - 4月25日 ： 横浜BLITZ
  - 5月2日 ： 大阪・御堂会館
- 2009年7月25日・26日 ： ℃-ute NEWシングル「暑中お見舞い申し上げます」発売記念イベント「℃-ute Cutie Circuit 2009 〜暑中お見舞い申し上げます〜」
  - 7月25日 ： 名古屋・東別院ホール
  - 7月26日 ： 赤坂BLITZ
- 2009年9月26日・10月10日 ： ℃-ute NEWシングル「EVERYDAY 絶好調!!」発売記念イベント「℃-ute Cutie Circuit 2009 〜EVERYDAY 絶好調!!〜」
  - 9月26日 ： ハーモニーホール座間
  - 10月10日 ： 大阪・御堂会館
- 2009年11月21日 ： ℃-ute ベストアルバム「℃-uteなんです!全シングル集めちゃいましたっ!①」発売記念イベント「℃-ute Cutie Circuit 2009 〜Five〜」
  - よみうりランドオープンシアターEAST
当イベントは抽選制ではなく、CD封入の参加券持参で参加できた。
- 2010年1月30日・31日 ： ℃-ute NEWシングル「SHOCK!」発売記念イベント「℃-ute Cutie Circuit 2010 〜SHOCK!〜」
  - 1月30日 ： 横浜BLITZ
  - 1月31日 ： 大阪・御堂会館
- 2010年5月29日・30日 ： ℃-ute NEWシングル「キャンパスライフ〜生まれて来てよかった〜」発売記念イベント「℃-ute Cutie Circuit 2010 〜キャンパスライフ〜生まれて来てよかった〜〜」
  - 5月29日 ： 渋谷C.C.Lemonホール
  - 5月30日 ： Zepp Nagoya
- 2010年1月30日・31日 ： ℃-ute NEWシングル「SHOCK!」発売記念イベント「℃-ute Cutie Circuit 2010 〜SHOCK!〜」
  - 1月30日 ： 横浜BLITZ
  - 1月31日 ： 大阪・御堂会館
- 2010年9月12日 ： ℃-ute NEWシングル「Danceでバコーン!」発売記念イベント「℃-ute Cutie Circuit 2010 〜Danceでバコーン!〜」
  - 9月12日 ： 名鉄ホール
- 2010年12月12日・19日 ： ℃-ute NEWシングル「会いたいロンリークリスマス」発売記念イベント「℃-ute Cutie Circuit 2010 〜会いたいロンリークリスマス〜」
  - 12月12日 ： 大阪・御堂会館
  - 12月19日 ： 日本教育会館　一ツ橋ホール
- 2011年3月5日・6日 ： ℃-ute NEWシングル「Kiss me 愛してる」発売記念イベント「℃-ute Cutie Circuit 2011 〜Kiss me 愛してる〜」
  - 3月5日 ： 大阪・なんばHatch
  - 3月6日 ： 横浜BLITZ
- 2011年6月19日・7月3日 ： ℃-ute NEWシングル「桃色スパークリング」発売記念イベント「℃-ute Cutie Circuit 2011 〜桃色スパークリング〜」
  - 6月19日 ： 森ノ宮ピロティホール
  - 7月3日 ： 横浜BLITZ
- 2011年10月10日 ： ℃-ute NEWシングル「世界一HAPPYな女の子」発売記念イベント「℃-ute Cutie Circuit 2011 〜世界一HAPPYな女の子〜」
  - 10月10日 ： Zepp Tokyo
- 2012年5月12日・13日・27日 ： ℃-ute NEWシングル「君は自転車 私は電車で帰宅」発売記念イベント「℃-ute Cutie Circuit 2012 〜君は自転車 私は電車で帰宅〜」
  - 5月12日 ： 半蔵門 WinPa
  - 「ゆっくり、しっかり握手会」握手会のみのイベント
  - 5月13日 ： 横浜BLITZ
  - 5月27日 ： 大阪・御堂会館
- 2013年2月16日・17日 ： ℃-ute Cutie Circuit 2013 ～この街～
  - 2月16日 ： 大阪・御堂会館
  - 2月17日 ： 横浜BLITZ
- 2013年5月3日・4日 ： ℃-ute Cutie Circuit 2013 ～Crazy 完全な大人～
  - 5月3日 ： 大阪・国際交流センター
  - 5月4日 ： 品川ステラボール
- 2013年8月25日・9月1日 ： ℃-ute Cutie Circuit 2013 ～悲しき雨降り/アダムとイブのジレンマ～
  - 8月25日 ： 名古屋ダイヤモンドホール
  - 9月1日 ： 横浜BLITZ
- 2014年1月13日・26日 ： ℃-ute Cutie Circuit 2013 ～都会の一人暮らし/愛ってもっと斬新～
  - 1月13日 ： 品川ステラボール
  - 1月26日 ： 大阪・御堂会館
- 2014年4月29日 ： ℃-ute Cutie Circuit 2014 ～心の叫びを歌にしてみた／Love take it all～
  - 4月29日 ： 大阪・御堂会館
  - 5月18日 ： 山野ホール
- 2014年9月23日 ： ℃-ute Cutie Circuit 2014 ～The Power/悲しきヘブン(Single Version)～
  - 9月23日 ： ディファ有明
  - 9月28日 ： 大阪・エル・シアター
- 2014年12月23日・2015年2月1日 ： ℃-ute Cutie Circuit 2014-2015 ～「I miss you／THE FUTURE」～
  - 12月23日 ： 一ツ橋ホール
  - 2月1日 ： 大阪・御堂会館
- 2015年5月6日・10日 ： ℃-ute Cutie Circuit 2015 ～ 「The Middle Management～女性中間管理職～/我武者LIFE/次の角を曲がれ」発売記念スペシャルイベント
  - 5月6日 ： 大阪・御堂会館
  - 5月10日 ： ディファ有明

#### ℃-uteの日
毎年9月10日を『℃-uteの日』と題し、2012年まで抽選招待イベントを行っていた。コンサートであまり披露しない珍しい曲・他アーティストの曲披露やコントコーナーなど、毎年様々な趣向を凝らしている。2006年に行われた第一回については『Cutie Circuit 2006 Round 1.』の項を参照。
- 2007年9月10日 ： 「Cutie Circuit 2007 〜9月10日は℃-uteの日〜」（東京・品川ステラボール）
  - 「めぐる恋の季節」発売記念イベントに応募し、落選したシリアルナンバーカードを、8月24日東京体育館で行われた『Cutie Circuit 2007 〜MAGICAL CUTIE 感謝祭〜』の会場で再エントリーし、抽選に当選した者が対象
- 2008年9月10日 ： 「℃-ute Cutie Circuit 2008 〜9月10日は℃-uteの日〜」（東京・品川ステラボール）
  - 「江戸の手毬歌II」シリアルナンバー抽選当選者が対象
- 2009年9月10日 ： 「℃-ute Cutie Circuit 2009 〜9月10日は℃-uteの日〜」（東京・SHIBUYA-AX）
  - 「暑中お見舞い申し上げます」シリアルナンバー抽選当選者が対象
- 2010年9月10日 ： 「℃-ute Cutie Circuit 2010 〜9月10日は℃-uteの日〜」（東京・SHIBUYA-AX）
  - 「Danceでバコーン!」シリアルナンバー抽選当選者が対象
- 2011年9月10日 ： 「℃-ute Cutie Circuit 2011 〜9月10日は℃-uteの日〜」（横浜BLITZ）
  - 発表当初「世界一HAPPYな女の子」シリアルナンバー抽選当選者が対象だったが有料イベントへ変更
- 2012年9月10日・9月15日 ： 「℃-ute Cutie Circuit 2012 〜9月10日は℃-uteの日〜」（9月10日：東京・SHIBUYA-AX、9月15日：名古屋ダイアモンドホール）
  - 「会いたい 会いたい 会いたいな」シリアルナンバー抽選当選者が対象。名古屋公演は初めて首都圏以外の場所で、9月10日以外の日に行われた℃-uteの日イベントである。名古屋公演は一日2公演。
- 2013年9月9日・9月10日 ： ℃-ute武道館コンサート 2013『Queen of J-POP〜たどり着いた女戦士〜』
- 2014年9月10日 ： ℃-ute（910）の日スペシャルコンサート2014 Thank you ベリキュー！in 日本武道館［前編］[要出典]
  - 後編として2014年9月11日に『Berryz工房デビュー10周年記念スッペシャルコンサート2014　Thank you ベリキュー！in 日本武道館［後編］』が行われた[要出典]。
- 2015年9月10日 ： 「℃-ute Cutie Circuit 2015 〜9月10日は℃-uteの日〜」（東京・Zepp DiverCity）

#### その他
- 2007年8月4日 - 18日 ： 「Cutie Circuit 2007 〜MAGICAL CUTIE TOUR〜 SCイベント」
「Cutie Circuit 2007 〜MAGICAL CUTIE TOUR〜」と並行して行われたイベント。
  - 8月4日 ： イオン旭川西ショッピングセンター
  - 8月7日 ： イオン水戸内原ショッピングセンター
イベント前にNHK水戸放送局「こんにちは いばらきわいわいスタジオ」、終了後にFMぱるるん「Evening Jokey」に生出演している
  - 8月11日 ： ダイアモンドシティ・リーファ今福鶴見
同時にABCラジオ「ハロプロやねん!」の公開録音も行われた
  - 8月12日 ： マイカル桑名
同時に中部日本放送「℃-uteスペシャルイベントinマイカル桑名」の公開録音も行われた
  - 8月14日 ： アミュプラザ長崎
  - 8月15日 ： 宇土シティ
  - 8月18日 ： イオン高松ショッピングセンター
全国7会場で催され、ラジオの公開録音等が行われたほか、地方局のTV・ラジオへも多く出演した。
- 2007年8月24日 ： 「Cutie Circuit 2007 〜MAGICAL CUTIE 感謝祭〜」（東京体育館）
  - 観客参加型の運動会・ミニライブ。ハロプロエッグからの5人を加え、12人を次のようにチーム分けした。
  - Red Cutie - 矢島、中島、有原、古川小夏、岡井明日菜（岡井の妹）、小川紗季
  - White Cutie - 梅田、鈴木、岡井、萩原、吉川友、佐保明梨
- 2007年12月1日 ： 「℃-ute Cutie Circuit 2007 〜都会っ子純情〜 札幌 ノルベサ X'mas握手会」（札幌・ノルベサ）
  - 「Cutie Circuit 2007 〜都会っ子 純情〜」と平行して行われたイベント。
- 2007年12月2日 ： 「℃-ute Cutie Circuit 2007 〜都会っ子純情〜 福岡 キャナルシティ 握手会」（福岡・キャナルシティ博多）
  - 「Cutie Circuit 2007 〜都会っ子 純情〜」と平行して行われたイベント。
- 2008年8月4日 ： 「℃-ute Cutie Circuit 2008 〜江戸の手毬唄II Prologue〜」
  - 東名阪3会場で握手会開催。

### その他イベント
- BS-TBS開局15周年特別企画クールジャパン〜道(DOU)〜（2015年8月30日・9月6日、池袋サンシャイン劇場）
  - 居合道（2015年8月30日、池袋サンシャイン劇場）
  - 朗読道（2015年8月30日、池袋サンシャイン劇場）
  - 女子落語（2015年9月6日、池袋サンシャイン劇場）
- 毎日がクリスマス2015～Happy Merry℃hristmas☆（2015年12月6日、横浜赤レンガ倉庫1号館 3Fホール）

### 合同イベント
- こども夢知遊博ステージーショー「熱っちぃ地球を冷ますんだっ。地球温暖化を楽しく学べるショートドラマ」（2005年7月27日・28日、日本橋三越本店・本館・屋上ステージ）
出演 ： 保田圭、大谷雅恵（メロン記念日）、村田めぐみ（メロン記念日）、梅田えりか、矢島舞美、中島早貴、岡井千聖
- モーニング娘。“熱っちぃ地球を冷ますんだっ。”文化祭2005 in 横浜（2005年10月8日 - 10日、パシフィコ横浜展示ホール）
- モーニング娘。“熱っちぃ地球を冷ますんだっ。”文化祭2006 in 横浜（2006年9月16日・17日、パシフィコ横浜展示ホール）
※矢島・中島は9月16日は欠席、村上は9月16日のハローステージ4回目のみの出演
- レコメン!プレゼンツ イベント（2006年11月4日、文化放送1F公開スペース「サテライトプラス」） - 梅田・中島・鈴木・岡井・有原のみ出演
- B.L.T.誌とのコラボイベント（2007年5月27日、市ヶ谷Live Inn Magic） - 100名限定
- モーニング娘。“熱っちぃ地球を冷ますんだっ。”文化祭 2007 in 横浜（2007年10月7日・8日、パシフィコ横浜展示ホール）

### ディナーショー
- ℃-ute ディナーショー2017 ～℃ocktail～（2017年2月5日、ウェスティンナゴヤキャッスル 青雲の間）
- ℃-ute スペシャルライブ2017 ～℃ocktail in ℃OTTON CLUB～（2017年2月8日・9日・3月7日・8日、COTTON CLUB）
- ℃-uteディナーショー2017 ～祝！℃-ute結成12周年！！！！！～（2017年6月11日、グランドプリンスホテル新高輪 飛天）